# Passe de Michell
La passe de Michell est une voie de passage à travers une gorge dans la province du Cap-Occidental en Afrique du Sud qui relie les villes de Ceres, de Tulbagh, de Worcester et de Breede Valley.

## Géographie

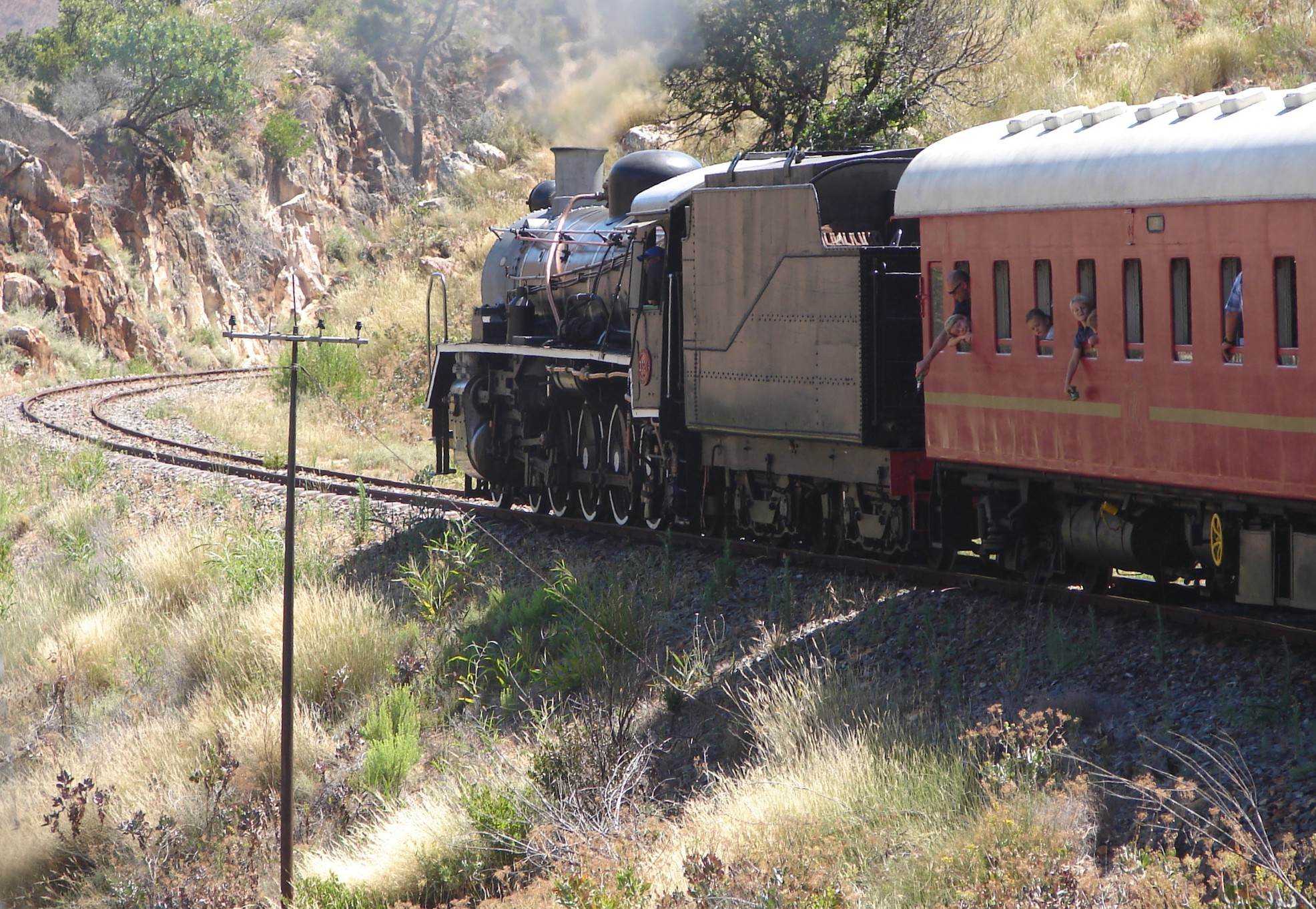
Train de la Ceres Rail Company en 2015

La passe est empruntée par la route R46 et une ligne de chemin de fer qui a été rouverte pour utilisation par la Ceres Rail Company et de manière saisonnière par Transnet Freight Rail en 2012. La partie amont de la passe se situe à 490 mètres et la partie aval descend vers Cérès.

## Histoire

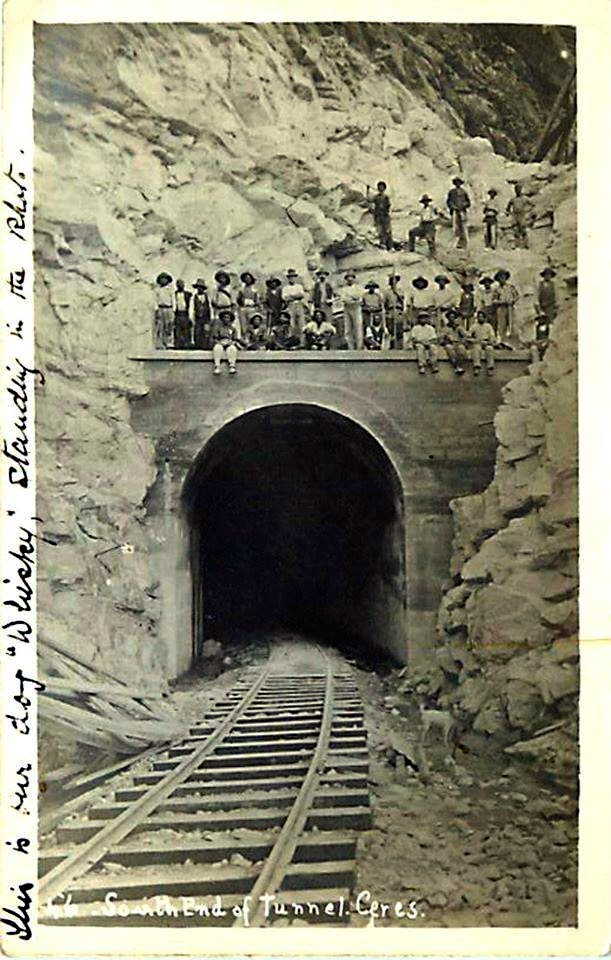
Tunneliers vers 1912

La route a été planifiée par Charles Collier Michell, alors Surveyor-General du Cap de Bonne-Espérance, d'après lequel le col a été nommé. La route du col a été édifiée en 1848 par Andrew Geddes Bain, et elle fut élargie et pavée en 1938,. Une ligne ferroviaire de 16,7 kilomètres reliant Wolseley au col de Ceres a été construite à partir de 1910 et ouverte à la circulation le 20 mai 1912. Le tunnel sous le col est situé près de la route. L’extension de 10,2 kilomètres de la ligne de chemin de fer depuis Ceres jusqu'à Prince Alfred Hamlet n’a été ouverte à la circulation que dix-sept ans plus tard, le 10 avril 1929.